# Bombay Reef
Bombay Reef (kinesiska: 蓬勃礁) är en atoll bland Paracelöarna i Sydkinesiska havet.  Paracelöarna har annekterats av Kina, men Taiwan och Vietnam gör också anspråk på dem.